# Cessac
Pour les articles homonymes, voir Cessac (homonymie).
Cessac (Ceçac en gascon) est une commune du Sud-Ouest de la France, située dans le département de la Gironde en région Nouvelle-Aquitaine.
Ses habitants sont appelés les Cessacais.

## Géographie

### Localisation
La commune se trouve à 40 km au sud-est de Bordeaux, chef-lieu du département, à 26 km au nord-nord-est de Langon, chef-lieu d'arrondissement et à 8,5 km à l'est de Targon, ancien chef-lieu de canton.

### Communes limitrophes
Les communes limitrophes sont  Baigneaux, Bellebat, Courpiac, Faleyras, Frontenac, Lugasson et Romagne.
| Romagne Faleyras | Courpiac  | Lugasson  |
| Bellebat         | Cessac    |           |
|                  | Baigneaux | Frontenac |

### Climat
Pour des articles plus généraux, voir Climat de la Nouvelle-Aquitaine et Climat de la Gironde.
Historiquement, la commune est exposée à un climat océanique aquitain.  
En 2020, Météo-France publie une typologie des climats de la France métropolitaine dans laquelle la commune est exposée à un climat océanique et est dans la région climatique  Aquitaine, Gascogne, caractérisée par une pluviométrie abondante au printemps, modérée en automne, un faible ensoleillement au printemps, un été chaud (19,5 °C), des vents faibles, des brouillards fréquents en automne et en hiver et des orages fréquents en été (15 à 20 jours).
Pour la période 1971-2000, la température annuelle moyenne est de 12,5 °C, avec une amplitude thermique annuelle de 14,8 °C. Le cumul annuel moyen de précipitations est de 846 mm, avec 11,7 jours de précipitations en janvier et 6,5 jours en juillet. Pour la période 1991-2020, la température moyenne annuelle observée sur la station météorologique la plus proche, située sur la commune de Talence à 9 km à vol d'oiseau, est de 14,3 °C et le cumul annuel moyen de précipitations est de 884,0 mm,. Pour l'avenir, les paramètres climatiques de la commune estimés pour 2050 selon différents scénarios d’émission de gaz à effet de serre sont consultables sur un site dédié publié par Météo-France en novembre 2022.

## Urbanisme

### Typologie
Au 1er janvier 2024, Cessac est catégorisée commune rurale à habitat dispersé, selon la nouvelle grille communale de densité à sept niveaux définie par l'Insee en 2022.
Elle est située hors unité urbaine. Par ailleurs la commune fait partie de l'aire d'attraction de Bordeaux, dont elle est une commune de la couronne,. Cette aire, qui regroupe 275 communes, est catégorisée dans les aires de 700 000 habitants ou plus (hors Paris),.

### Occupation des sols

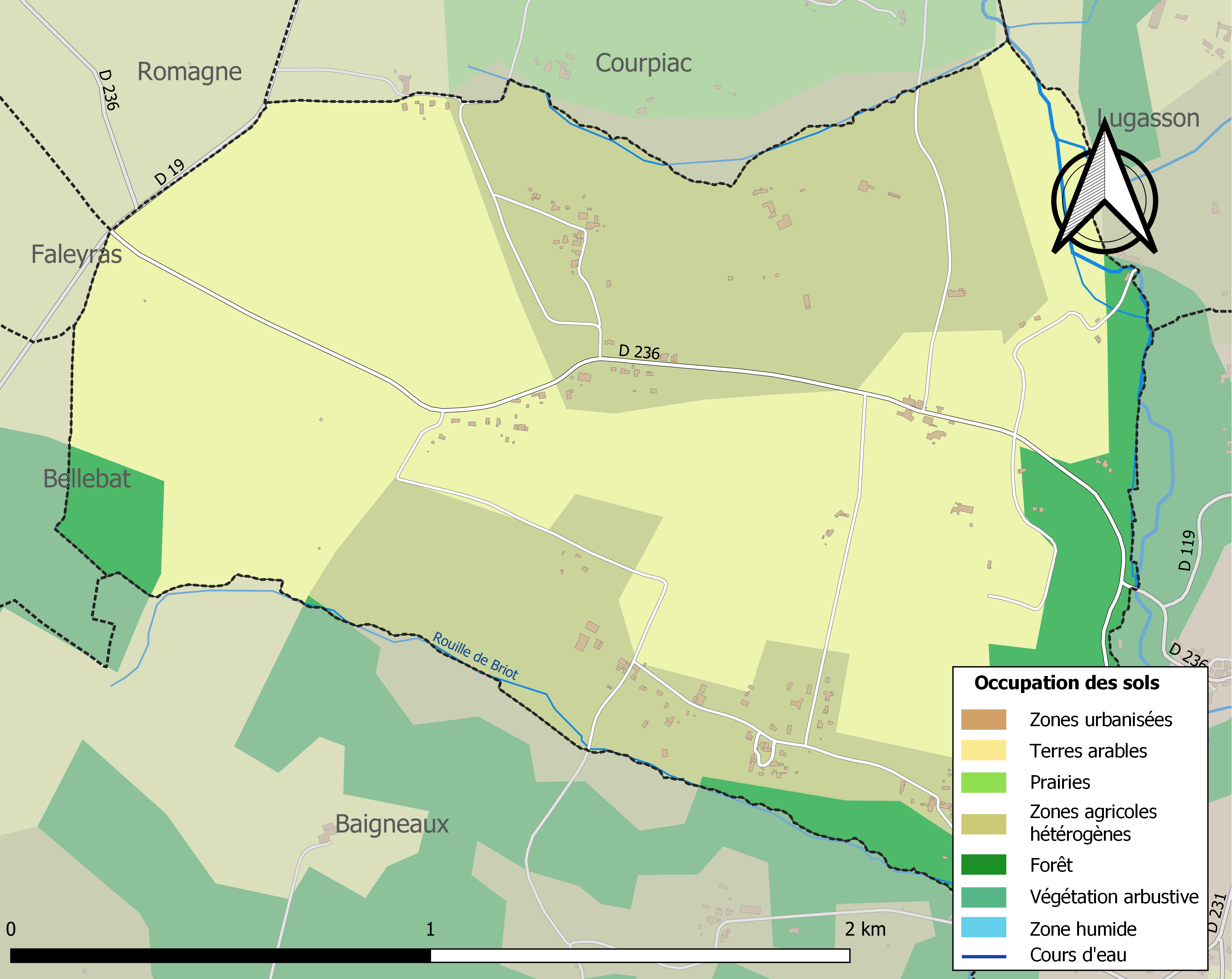
Carte des infrastructures et de l'occupation des sols de la commune en 2018 (CLC).

L'occupation des sols de la commune, telle qu'elle ressort de la base de données européenne d’occupation biophysique des sols Corine Land Cover (CLC), est marquée par l'importance des territoires agricoles (87,3 % en 2018), une proportion sensiblement équivalente à celle de 1990 (86,9 %). La répartition détaillée en 2018 est la suivante : 
cultures permanentes (47,1 %), zones agricoles hétérogènes (35,3 %), forêts (12,6 %), terres arables (4,9 %), zones urbanisées (0,1 %). L'évolution de l’occupation des sols de la commune et de ses infrastructures peut être observée sur les différentes représentations cartographiques du territoire : la carte de Cassini (XVIIIe siècle), la carte d'état-major (1820-1866) et les cartes ou photos aériennes de l'IGN pour la période actuelle (1950 à aujourd'hui).

### Voies de communication et transports
La principale voie de communication routière est la route départementale D236 qui mène vers l'ouest à Frontenac et vers l'est la route départementale D19 qui permet de rejoindre vers le nord-ouest Romagne et vers le sud-ouest Bellebat et Montignac.
L'accès à l'autoroute A62 (Bordeaux-Toulouse) le plus proche est celui de  2 Podensac qui se situe à 27 km vers le sud-ouest.

L'accès  1 Bazas à l'autoroute A65 (Langon-Pau) se situe à 40 km vers le sud.

L'accès le plus proche à l'autoroute A89 (Bordeaux-Lyon) est celui de l'échangeur autoroutier  avec la route nationale 89 qui se situe à 22 km vers le nord-ouest.
La gare SNCF la plus proche est celle, distante de 21 km par la route vers le sud, de Saint-Pierre-d'Aurillac sur la ligne Bordeaux-Sète du TER Nouvelle-Aquitaine. Sur la même ligne mais offrant plus d'opportunités de liaisons, la gare de La Réole se situe à 24 km par la route vers le sud-ouest et celle de Langon  à 26 km vers le sud-est.

La gare de Libourne sur la ligne TGV Atlantique Paris - Bordeaux, la ligne Intercités ligne Lyon - Bordeaux et le réseau TER Nouvelle-Aquitaine est distante de 24 km par la route vers le nord-ouest.

### Risques majeurs
Le territoire de la commune de Cessac est vulnérable à différents aléas naturels : météorologiques (tempête, orage, neige, grand froid, canicule ou sécheresse), inondations, mouvements de terrains et séisme (sismicité très faible). Un site publié par le BRGM permet d'évaluer simplement et rapidement les risques d'un bien localisé soit par son adresse soit par le numéro de sa parcelle.
La commune a été reconnue en état de catastrophe naturelle au titre des dommages causés par les inondations et coulées de boue survenues en 1982, 1983, 1999 et 2009,.
Les mouvements de terrains susceptibles de se produire sur la commune sont des affaissements et effondrements liés aux cavités souterraines (hors mines). Par ailleurs, afin de mieux appréhender le risque d’affaissement de terrain, l'inventaire national des cavités souterraines permet de localiser celles situées sur la commune.

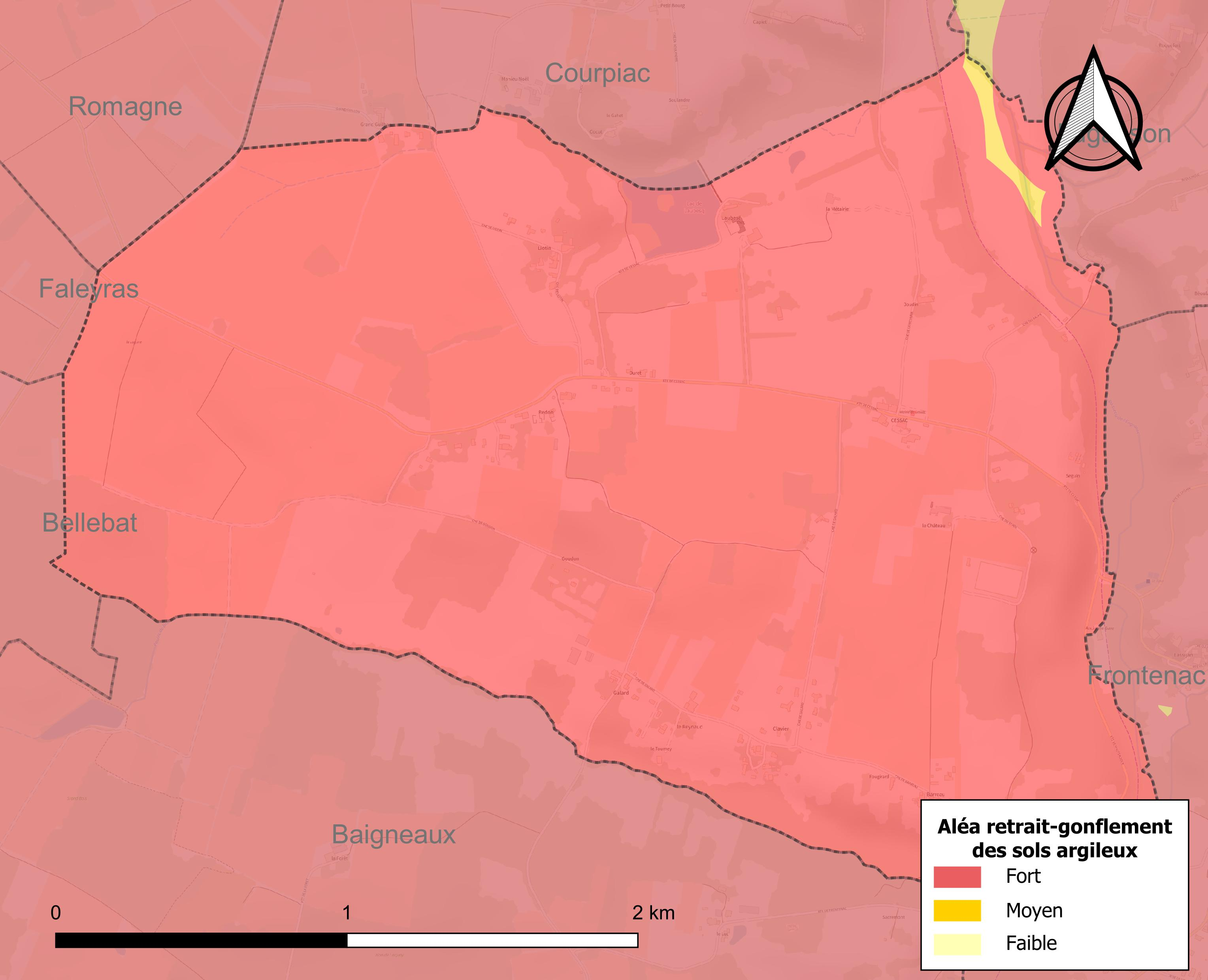
Carte des zones d'aléa retrait-gonflement des sols argileux de Cessac.

Le retrait-gonflement des sols argileux est susceptible d'engendrer des dommages importants aux bâtiments en cas d’alternance de périodes de sécheresse et de pluie. La totalité de la commune est en aléa moyen ou fort (67,4 % au niveau départemental et 48,5 % au niveau national). Sur les 98 bâtiments dénombrés sur la commune en 2019, 98 sont en aléa moyen ou fort, soit 100 %, à comparer aux 84 % au niveau départemental et 54 % au niveau national. Une cartographie de l'exposition du territoire national au retrait gonflement des sols argileux est disponible sur le site du BRGM,.
Par ailleurs, afin de mieux appréhender le risque d’affaissement de terrain, l'inventaire national des cavités souterraines permet de localiser celles situées sur la commune.
Concernant les mouvements de terrains, la commune a été reconnue en état de catastrophe naturelle au titre des dommages causés par des mouvements de terrain en 1999.

## Histoire
À la Révolution, la paroisse Saint-Romain de Cessac forme la commune de Cessac. Son maire est un temps Henri-Raymond de Melet, propriétaire du domaine de Laubesc, qui sera guillotiné avec son épouse en 1794, laissant deux orphelines.

## Politique et administration
| Période                                  | Période                  | Identité             | Étiquette | Qualité                     |
| ---------------------------------------- | ------------------------ | -------------------- | --------- | --------------------------- |
| mars 2008                                | 2014                     | Jean Grousset        |           |                             |
| mars 2014                                | octobre 2014 (démission) | Michel Hamoir        |           | Agriculteur retraité        |
| octobre 2014                             | En cours                 | Marie-Claude Reynaud |           | Retraitée Fonction publique |
| Les données manquantes sont à compléter. |                          |                      |           |                             |

## Démographie
L'évolution du nombre d'habitants est connue à travers les recensements de la population effectués dans la commune depuis 1793. Pour les communes de moins de 10 000 habitants, une enquête de recensement portant sur toute la population est réalisée tous les cinq ans, les populations de référence des années intermédiaires étant quant à elles estimées par interpolation ou extrapolation. Pour la commune, le premier recensement exhaustif entrant dans le cadre du nouveau dispositif a été réalisé en 2006.

En 2022, la commune comptait 198 habitants, en évolution de +3,13 % par rapport à 2016 (Gironde : +6,91 %, France hors Mayotte : +2,11 %).
| 1793 | 1800 | 1806 | 1821 | 1831 | 1836 | 1841 | 1846 | 1851 |
| ---- | ---- | ---- | ---- | ---- | ---- | ---- | ---- | ---- |
| 293  | 177  | 188  | 231  | 212  | 192  | 217  | 228  | 196  |

| 1856 | 1861 | 1866 | 1872 | 1876 | 1881 | 1886 | 1891 | 1896 |
| ---- | ---- | ---- | ---- | ---- | ---- | ---- | ---- | ---- |
| 225  | 215  | 239  | 224  | 218  | 223  | 204  | 178  | 204  |

| 1901 | 1906 | 1911 | 1921 | 1926 | 1931 | 1936 | 1946 | 1954 |
| ---- | ---- | ---- | ---- | ---- | ---- | ---- | ---- | ---- |
| 204  | 222  | 175  | 149  | 171  | 162  | 146  | 135  | 168  |

| 1962 | 1968 | 1975 | 1982 | 1990 | 1999 | 2006 | 2011 | 2016 |
| ---- | ---- | ---- | ---- | ---- | ---- | ---- | ---- | ---- |
| 189  | 189  | 139  | 173  | 179  | 169  | 181  | 188  | 192  |

| 2021 | 2022 | - | - | - | - | - | - | - |
| ---- | ---- | - | - | - | - | - | - | - |
| 195  | 198  | - | - | - | - | - | - | - |

## Lieux et monuments
- Église Saint-Romain. Le portail Ouest a été classée au titre des monuments historiques en 1908[28]. L'église, à l'exception du portail classé a été inscrit au titre des monuments historique en 1925[28].

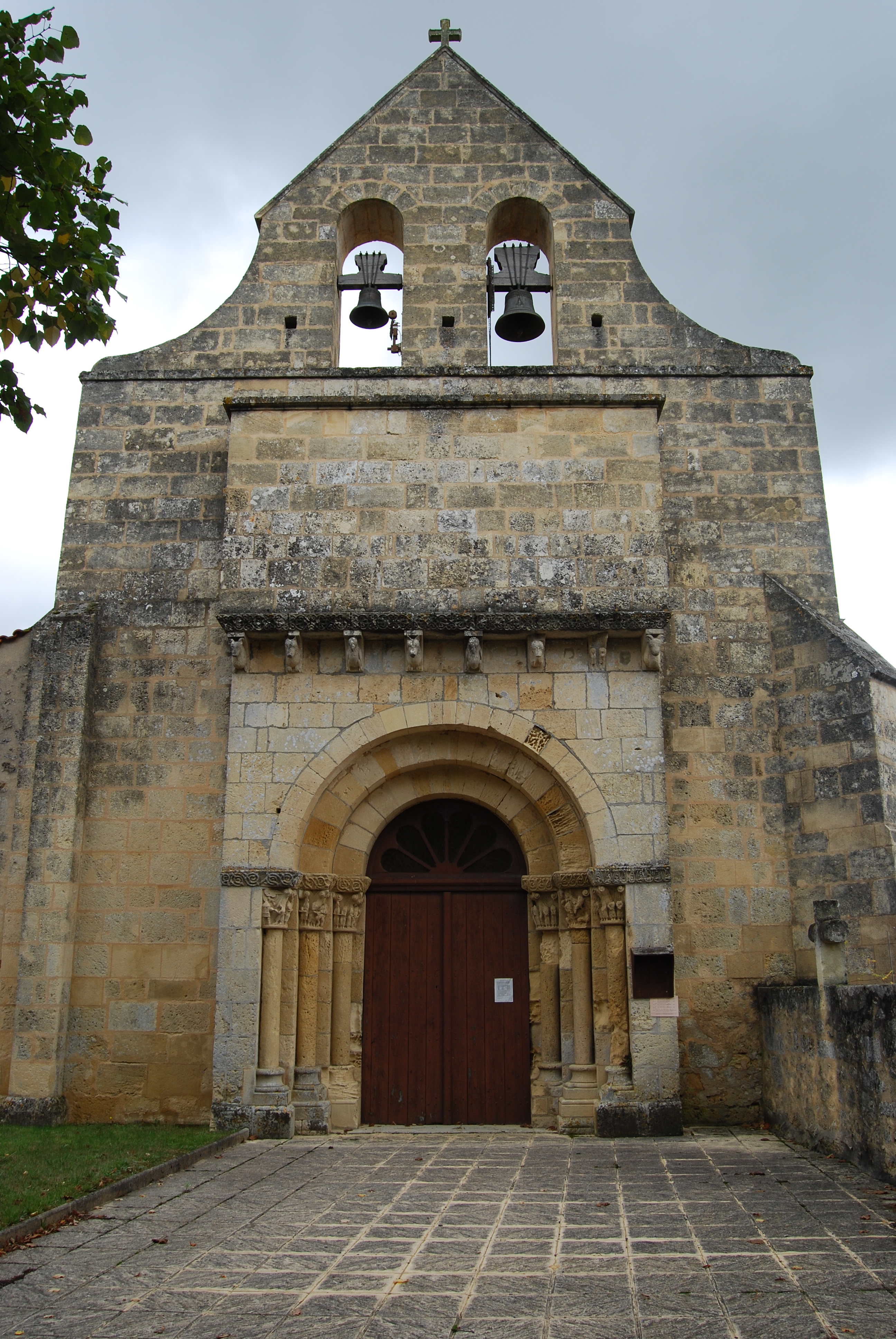
L'église Saint-Romain (oct. 2012)
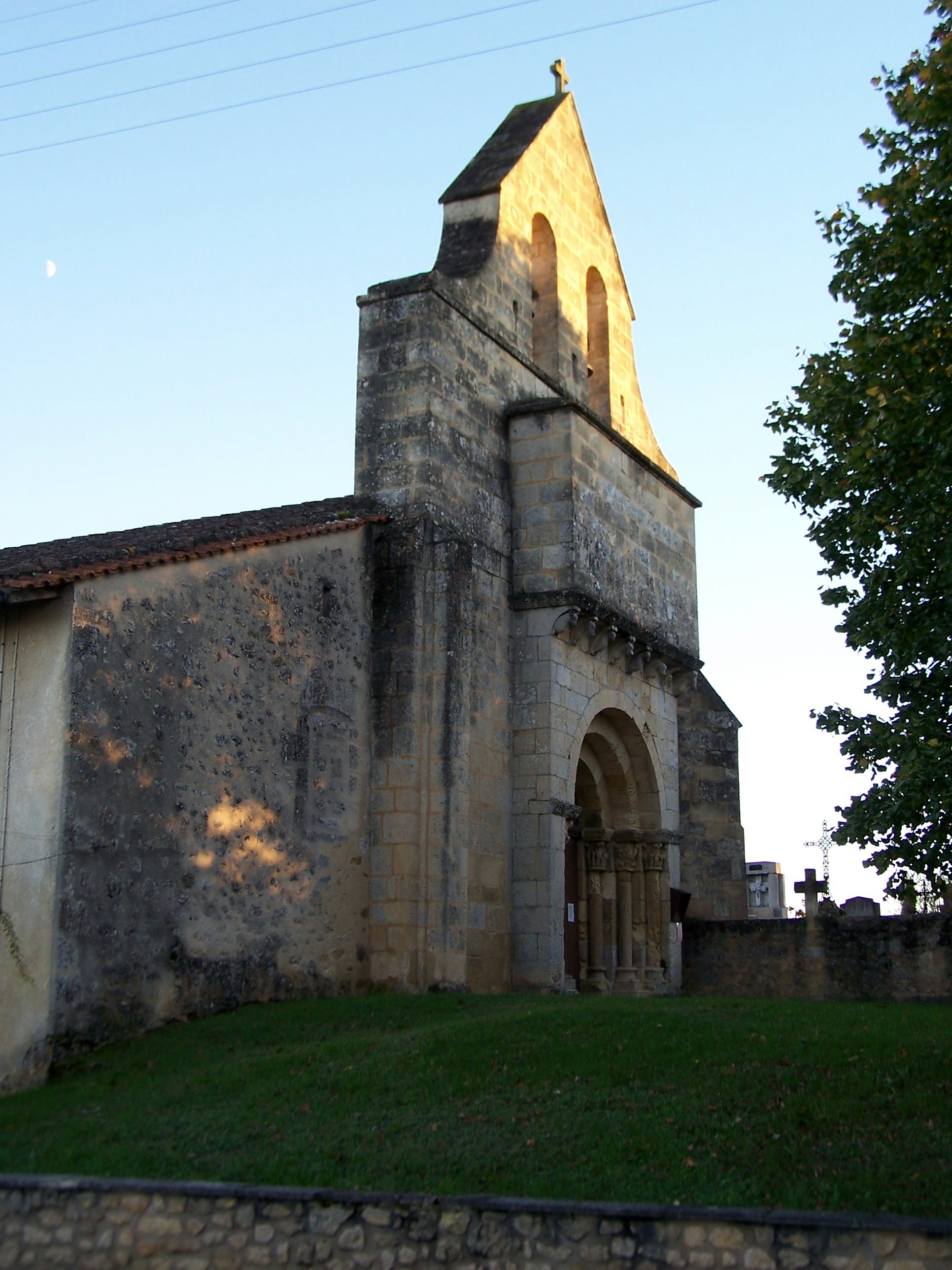
Vue nord-ouest (oct. 2012)
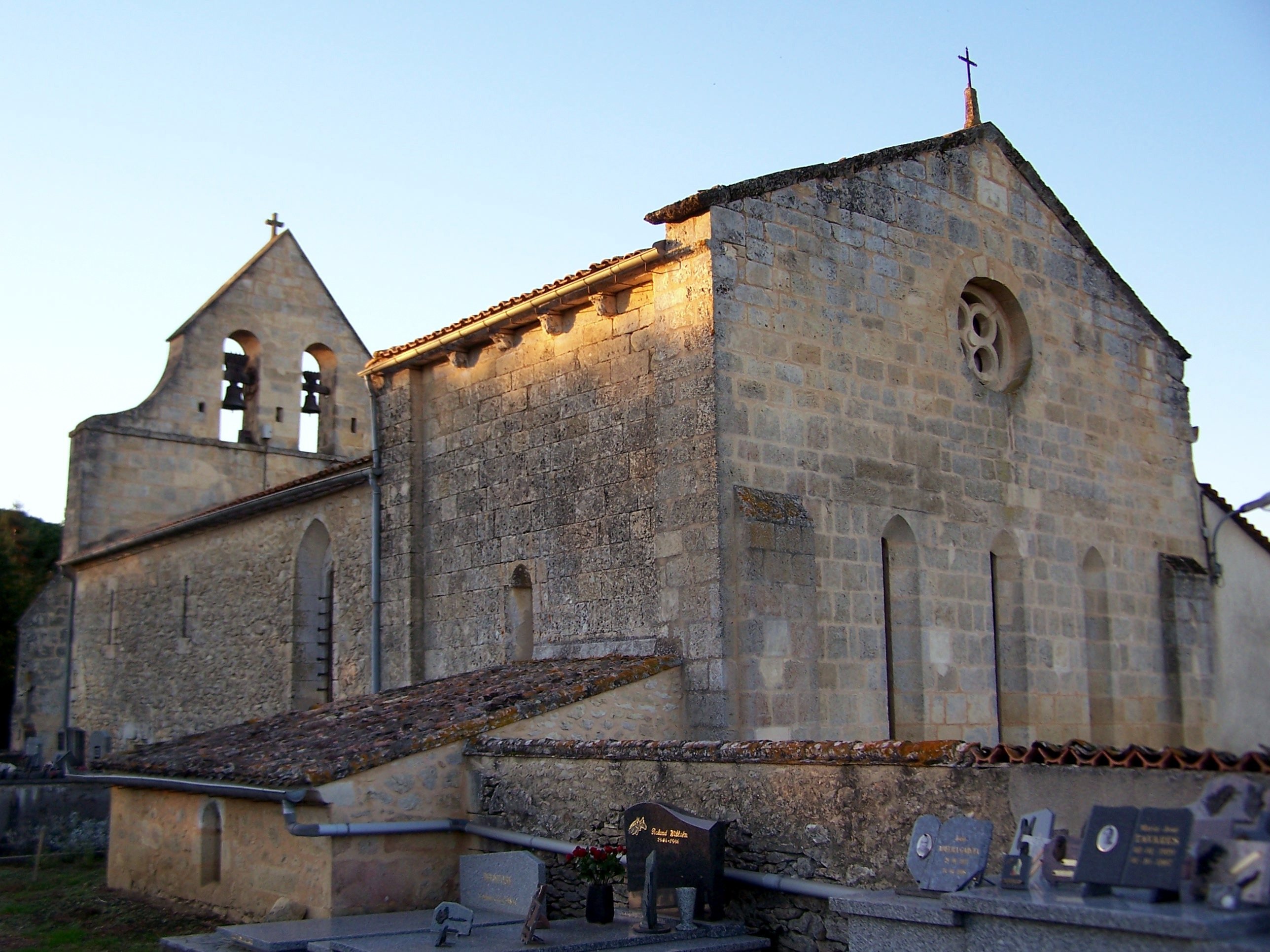
Vue sud-est (oct. 2012)
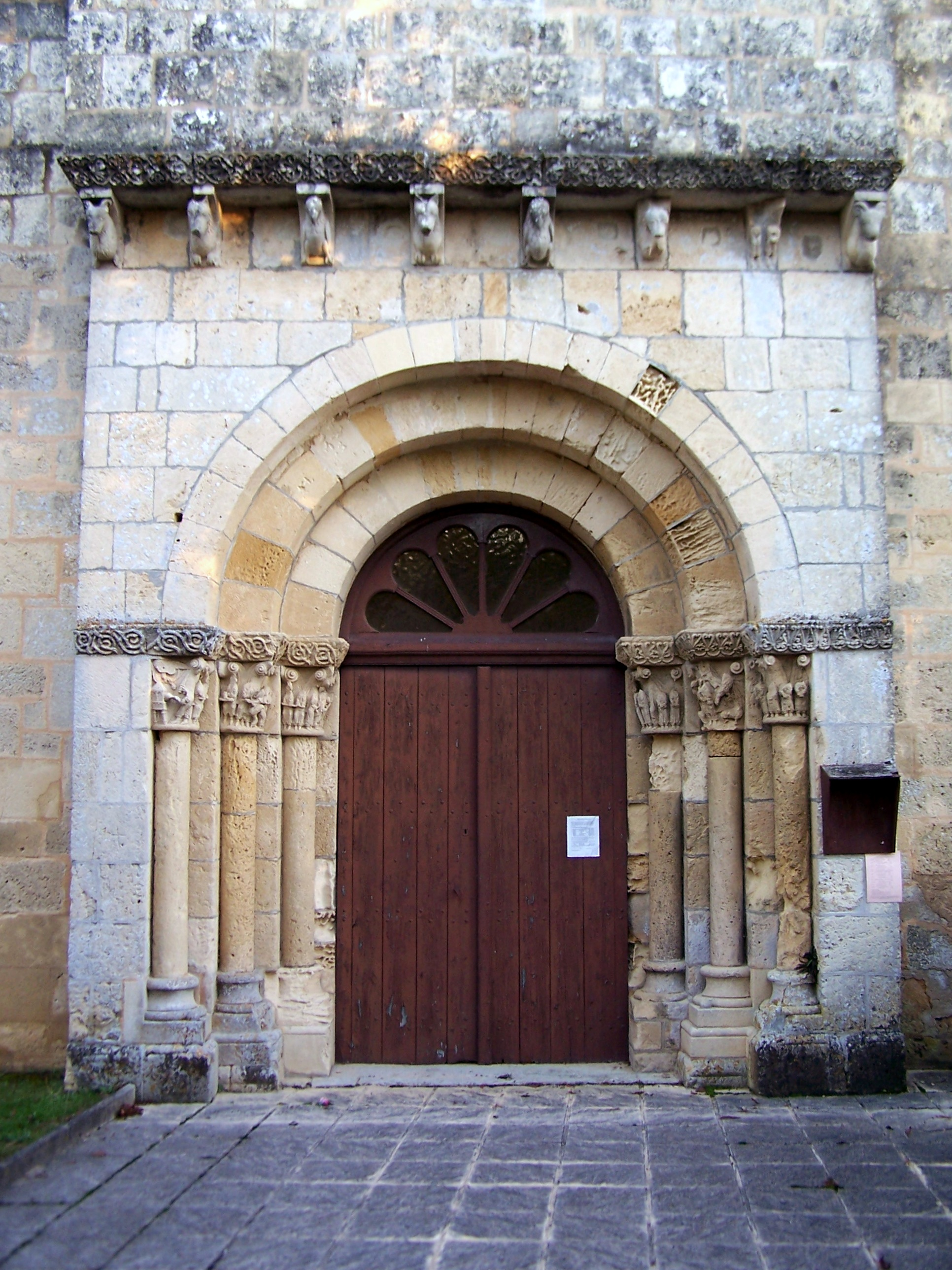
Le portail (oct. 2012)
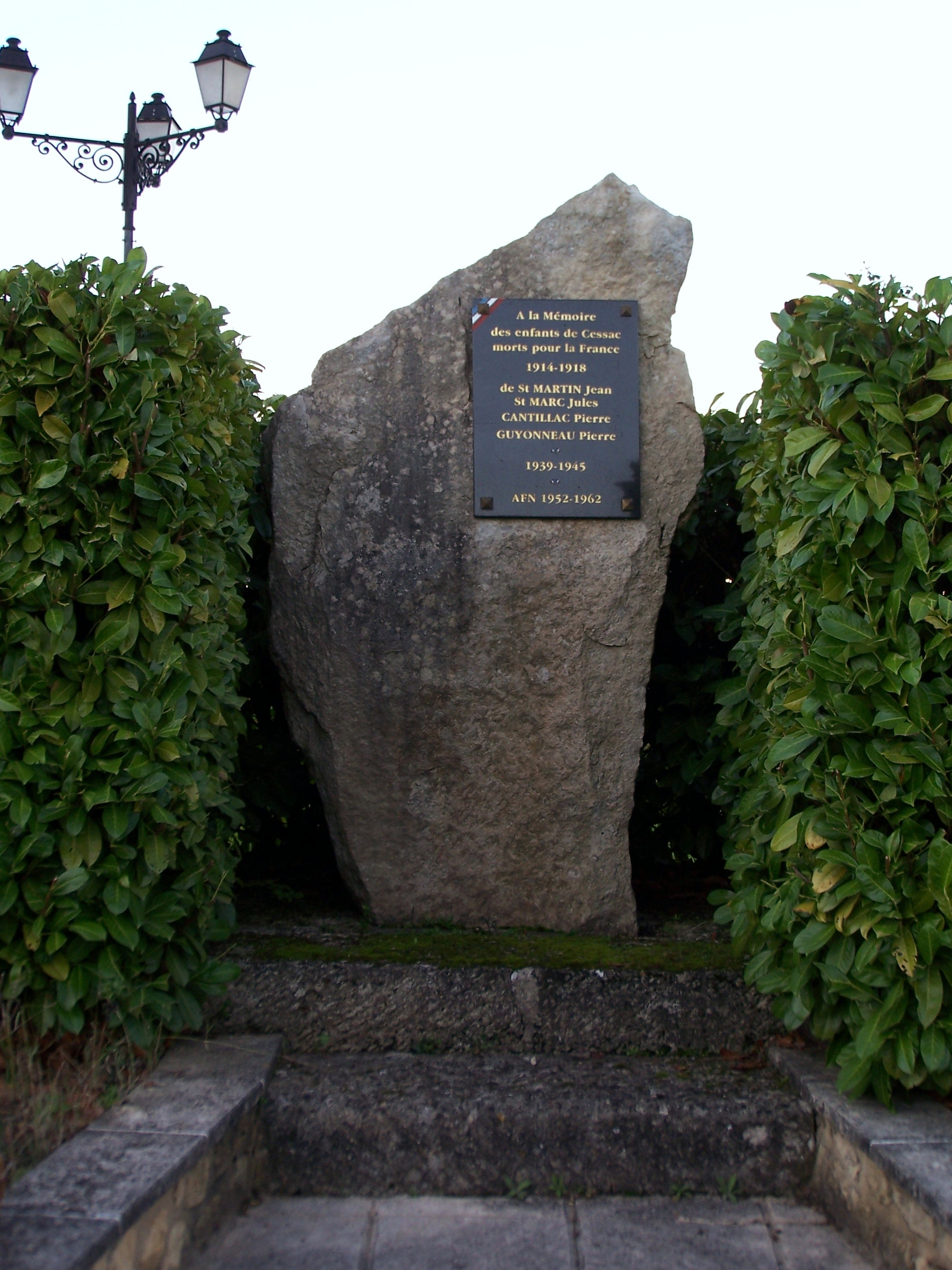
Le monument aux morts près de la mairie (oct. 2012)

- Château rénové et agrandi au XIXe siècle par l'ajout de deux tours dans le style Viollet-le-Duc.
- Lac de Laubesc avec promenade ouverte au public au pied du château ; baignade interdite.